# 인창중학교 (경기)
인창중학교(仁倉中學校)는 대한민국 경기도 구리시 인창동에 있는 공립 중학교이다.

## 학교 연혁
- 1996년 1월 13일 : 설립 인가
- 1996년 3월 1일 : 개교(1학급)
- 1996년 3월 1일 : 초대 정규숙 교장 취임
- 1999년 2월 14일 : 제1회 졸업식(55명)
- 1999년 12월 22일 : 교훈탑 제막
- 2000년 12월 1일 : 급식소 설치
- 2002년 5월 1일 : 교실 및 소강당 증축 (교실11, 140석의 강당)
- 2005년 9월 28일 : 인창도서관(책도래샘) 개관
- 2007년 3월 22일 : 신관 교실 신축(일반교실 15개, 특별교실 2개)
- 2009년 6월 23일 : 체육관 개관식
- 2019년 1월 9일 : 제22회 졸업식(11학급 354명) (총 9,215명 졸업)
- 2021년 9월 1일 : 제9대 김연식 교장 취임
- 2022년 12월 23일 : 제26회 졸업식(11학급 304명)
- 2023년 3월 2일 : 제28회 입학식(10학급 280명)

## 참고 자료
- 인창중학교 - 한국교육학술정보원 학교알리미